# Oignies (België)
Oignies  is een gehucht in Aiseau, een deelgemeente van de Belgische gemeente Aiseau-Presles in de provincie Henegouwen. Het ligt aan de Samber in het noorden van de deelgemeente, zo'n twee kilometer ten noordoosten van het centrum van Aiseau.

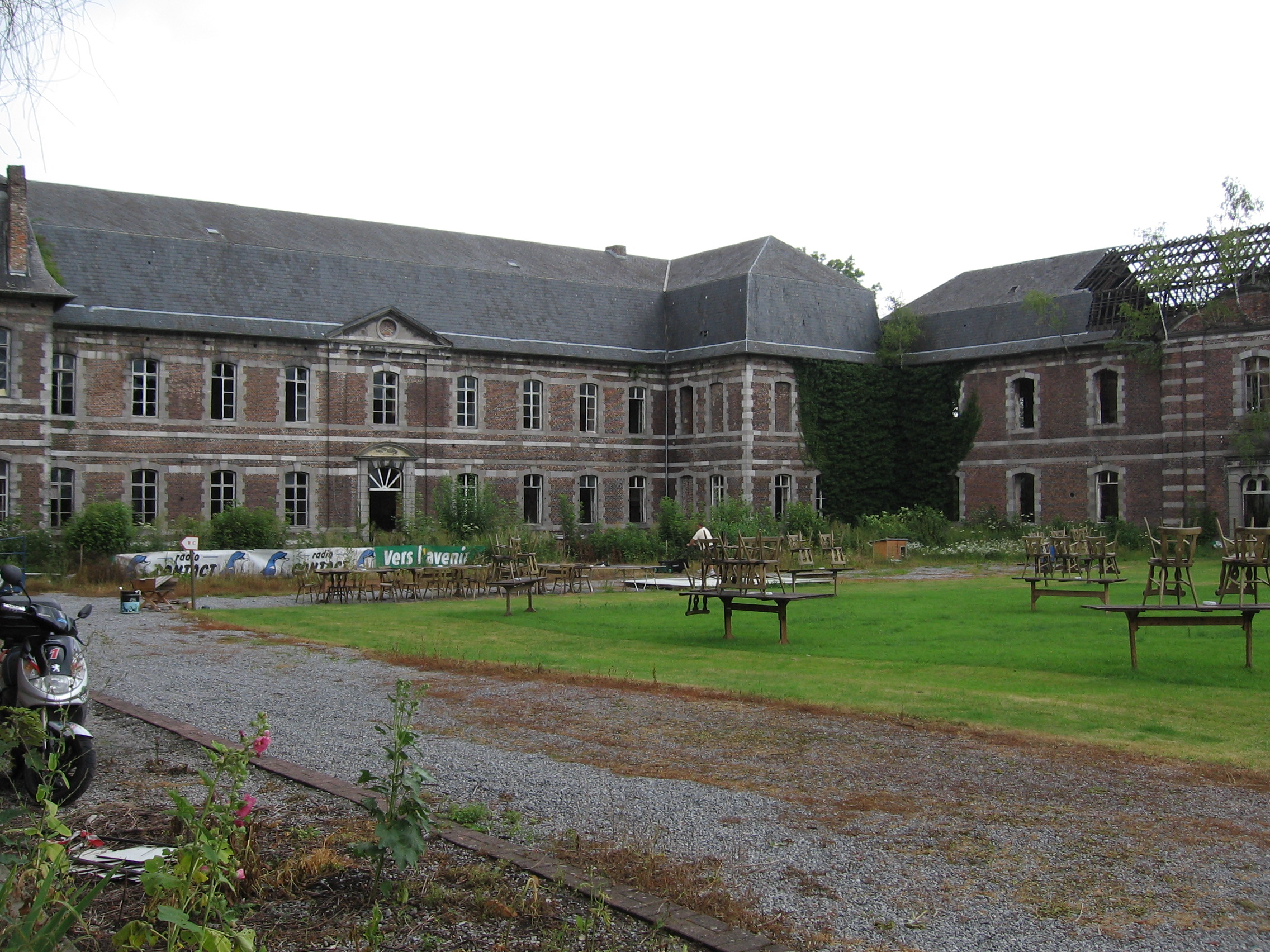
Oude priorij van Oignies

## Geschiedenis
Op het eind van de 12de eeuw werd hier de Priorij van Oignies opgericht, die in 1192 werd erkend in de orde van augustijner kanunniken. Een broer van een van de stichters was edelsmid Hugo van Oignies. In de buurt van de priorij leefde ook een gemeenschap van begijnen, waar in het begin van de 13de eeuw Maria van Oignies verbleef.
De Ferrariskaart uit de jaren 1770 toont het gehucht Oignies naast de site van de priorij. Na de Franse Revolutie werd in 1796 de priorij gesloten en verkocht als nationaal goed. Vanaf 1838 werd de site ingenomen door de Glacerie Saint-Marie d'Oignies, een grote en gerenommeerde glas- en spiegelfabriek met bijhorende sodafabriek. De fabriek bleef tot in de jaren 1930 actief.

## Bezienswaardigheden
- De Priorij van Oignies. De drie resterend vleugels werden beschermd als monument in 1975. Het geheel met de gebouwen en het park werd als site beschermd.
- De Église Sainte Marie d'Oignies

## Bekende personen
- Hugo van Oignies (eind 12de eeuw - begin 13de eeuw), edelsmid, maker van de kerkschat van Oignies
- Heilige Maria van Oignies (1177 - 1213)

Deelgemeenten: Aiseau · Pont-de-Loup · Presles · Roselies

Overige gehuchten: Ménonry · Oignies

Belgische gemeenten · Arrondissement Charleroi · Henegouwen · Wallonië